# Roger Cardinal
Roger Cardinal (27. února 1940 Londýn – 1. listopadu 2019) byl historik umění a emeritní profesor literatury a vizuálních umění Univerzity v Kentu a autor první anglicky psané knihy o art brut, ve které zavádí pro tento pojem jeho anglický ekvivalent „Outsider Art“.

## Život
Narodil se v Londýně a vystudoval lingvistiku. Hluboký vztah k německé romantické literatuře (Novalis, Goethe) ovlivnil jeho zájem o surrealismus. St Dunstan’s College v Londýně mu poskytlo stipendium na Gonville & Caius College Univerzity v Cambridge, kde získal titul Ph.D. za práci o surrealistické koncepci lásky. Roku 1962 na letní škole v Lausanne poznal svou ženu Agnès Meyer.
Roku 1965 získal místo docenta na francouzské katedře University of Manitoba v kanadském Winnipegu a v Kanadě se narodil i jeho první syn Daniel. Po zprávě o smrti André Bretona se rozhodl vrátit do Británie, kde roku 1967 zprvu krátce přednášel na University of Warwick. Dalších padesát let strávil na nově založené Univerzitě v Kentu v Canterbury, kde získal profesuru a uplatnil se zde jako polyhistor. Zavedl nově obory jako drama, historie filmu a historii a teorii umění a podporoval mezioborové studie.
Roger Cardinal vydal roku 1972 knihu “Cultural Conditioning,” Outsider Art a spolu s Victorem Musgravem roku 1979 připravili v londýnské Hayward Gallery přelomovou výstavu nazvanou Outsiders.
Cardinal byl přispívajícím editorem magazínu Raw Vision, který roku 1989 založil v Londýně John Maizels. Magazín, který vychází čtvrtletně, se věnuje autodidaktům a neznámým a podceňovaným uměleckým géniům. Cardinal byl také autorem řady článků o jednotlivých umělcích art brut, esejů o autistickém a vězeňském umění, architekturách řazených k art brut a o tzv. memory painting. Tvrdil, že něco jako Outsider art ve skutečnosti neexistuje a termín je dezinterpretován, protože vždy jde především o kreativitu svobodného jedince, který se vyhýbá veřejné sféře a trhu s uměním.
Působil jako člen mezinárodní poroty a autor koncepce bratislavského trienále Insita, které představuje umělecké autodidakty.